# Молхо, Энтони
Энтони (Тони) Молхо (Anthony (Tony) Molho; род. 1939, Салоники) — греческий историк, специалист по позднему Средневековью и Ренессансу. Доктор философии (1965), заслуженный глобал-профессор (Global Distinguished Professor) Нью-Йоркского университета, эмерит-профессор Европейского университетского института (European University Institute), где являлся директором Академии европейской истории. Также работал в Брауновском (David Herlihy University Professor Emeritus) и Вермонтском университетах. Лауреат Международной премии Галилео Галилея (2010).

## Биография и творчество
Еврейского происхождения, рос в Салониках в 1940-х годах, родился там в, по собственным словам, «семье сефардского торгового среднего класса этого города». Доуниверситетское образование получил в родной Греции.
Докторскую степень получил в Кейс-Вестерн-Резерв университете. Учился в Anatolia College. Также учился в Италии во Флоренции (в 1962-4). Специализировался по европейской истории. Вспоминал, что решающее влияние на определение его научного пути оказало знакомство с Марвином Беккером. Спустя многие годы заметит, что самому ему «очевидно, что на протяжении большей части моей профессиональной жизни диалог с идеями Беккера занимал центральное место в моих исторических исследованиях».
Преподавал в Университете Вермонта и Университете штата Мичиган, а также в качестве приглашенного профессора во Флорентийском и Афинском университетах.
До перехода в Европейский университетский институт в 2001, являлся профессором европейской истории в Университете Брауна, где преподавал с 1966 по 2000 год.
Соучредитель Академии европейской истории. Экс-президент Общества итальянских исторических исследований и Центра средиземноморских исследований, почетный член Итальянского центра истории и искусства.
Специалист по истории государства в Италии позднего Средневековья и раннего Нового времени, историограф, также занимался историей торговли. В 1968 году опубликовал книгу «Экономические и социальные основы итальянского Возрождения» (Нью-Йорк, Уайли), в 1971 выпустил исследование «Флорентийские государственные финансы в раннем Возрождении» (Кембридж, Массачусетс; Гарвард), в 1973 году — книгу «Флоренция в эпоху раннего Возрождения». Затем сосредоточился в области экономической истории Европы и Средиземноморья. Соавтор Курта Раафлауба и Дэвида Херлихи. Отмечал, что «экономическая история вне политического и культурного контекста перестает быть историей и становится чем-то иным».
Лауреат премии Хигби Ассоциации современной истории. Чтец C. Th. Dimaras Annual Lecture (2013), на основе которой выпустил отдельную книгу {Рец.}.
Автор книг Firenze nel Quattrocento, II: Società e familglia, Marriage Alliance in Late Medieval and Early Modern Florence (1994), Florence in the Early Renaissance. Публиковался в Journal of World History, History of European Ideas. Автор мемуаров о Холокосте (в Салониках в 1940-х годах) «Мужество и сострадание: Еврейское детство в оккупированной немцами Греции» (впервые вышедших на греческом языке в 2023 году), высоко оценённых пулитцеровским лауреатом Дэвидом Кертцерем. Книга удостоилась Ouranis Prize Академии Афин. Соредактор City-States in Classical Antiquity and Medieval Italy (1992) {Рец. Fergus Millar} и Imagined Histories.